# Grbovi dalmatinskog komunalnog plemstva – Ć, Č
Za grbove dalmatinskog komunalnog plemstva ne vrijede zakoni heraldike zbog posebnih uvjeta nastanka i vlasnika istih. Grbovi dalmatinskog komunalnog plemstva pripadaju krugu talijanskog komunalnog plemstva gdje je tradicija opisivanja s gledišta promatrača. 
Grbovi s početnim slovom Č i Ć

## Grbovi
| Grb | Kuća i opis grba |
| --- | --- |
|     | Črnota (Rab) Titula: Biskup Trogirske biskupije (HR) Na zlatnom polju 3 okomite crvene grede. [2/4, 3] |
|     | Čudetić, Chiudis (Trogir) Titula: - (HR) Okomita podjela. Lijevo na crvenom polju tri lijevo kose zlatne grede, desno je vodoravna podjela; gore crveno polje, dolje zlatno polje, preko svega dva okomita ključa suprotnih boja od boja polja zlatno- crveni, ključevi su povezani uzicom. [1/24, 3] - (HR) Kameni reljef, kruna bunara, dvor samostana sv. Petra, Trogir |
|     | Ćipiko, Cipiko (Trogir) Titula: Trogirsko plemstvo, austrijska potvrda plemstva 1. (HR) I. Okomita podjela s pet zubaca, lijevo zlatno polje, desno crveno polje. [1/4, 2/11] 2. (HR) II. Grb Petra Ćipika - Podjela četvrtine. 1 četvrtina: okomita podjela s pet zubaca, lijevo zlatno polje, desno crveno polje; 2 četvrtina: na plavom polju osmerokraka zlatna zvijezda, unutar zvijezde crni hodajući medvjed (grb obitelji Sobota); 3 četvrtina na plavom polju osmerokraka zlatna zvijezda, unutar zvijezde crni hodajući medvjed okrenut na desno; 4 četvrtina: okomita podjela s pet zubaca, lijevo polje crveno, desno zlatno polje. [2/100] 3. (HR) III. Okomita podjela s pet zubaca, lijevo polje crveno, desno zlatno polje. [1/5, 2/5, 3] 4. (HR) IV. Crveno polje, s lijeve strane u polje ulazi pet zlatnih zubaca. [4/6] |